# 伊万·阔日杜布
伊万·米基托维奇·阔日杜布（1920年6月8日—1991年8月8日），蘇聯烏克蘭裔苏德战争傳奇王牌飞行员，他在战争爆发的第三年才奔赴战场，至战争结束時已打下德军飞机62架，位居苏军空战王牌飞行员首位，也是同盟国空军王牌飞行员首位，同时他还是苏军中唯一曾击落德国喷气式战斗机的飞行员。阔日杜布是连获3枚“苏联英雄”金质奖章仅有两名飞行员中的一个（另一位是波克雷什金）。朝鮮戰爭期間，他被派往中国训练中国和北韓的飞行員。

## 備註
1. ↑  烏克蘭語羅馬化：Ivan Mykytovych Kozhedub
2. ↑  俄語羅馬化：Ivan Nikitovich Kozhedub